# فینال جام حذفی فوتبال ایتالیا ۲۰۰۹
فینال جام حذفی فوتبال ایتالیا ۲۰۰۹ شصت و دومین فصل از رقابت‌های کوپا ایتالیا بود. این مسابقه در ۱۳ مهٔ ۲۰۰۹ بین لاتزیو و سمپدوریا در ورزشگاه المپیک رم برگزار شد. در نهایت باشگاه فوتبال لاتزیو در ضربات پنالتی با شکست سمپدوریا برای پنجمین بار قهرمان کوپا ایتالیا شد.